# Preševská dolina

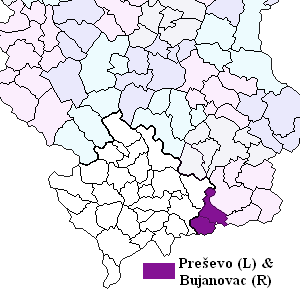
Preševská dolina na mapě Srbska (včetně Kosova)

Preševská dolina (albánsky Lugina e Preshevës, srbsky v cyrilici Прешевска долина) je oblast údolí řeky Južna Morava v jižní části Srbska. Kromě geografického označení nejjižnější části srbského státu (nepočítá-li se sporná oblast Kosova) má také svůj význam politický. Preševská dolina v tomto smyslu označuje převážně Albánci osídlené okresy (opštiny) Preševo a Bujanovac. K oblasti je někdy připojována i obec Medveđa.
Albánské obyvatelstvo tohoto údolí, kterým procházejí klíčové dopravní tepny (silniční a železniční), spojující Srbsko se Severní Makedonií jsou zapojeni do srbského politického života prostřednictvím strany Albánská koalice Preševské doliny (albánsky Koalicioni i Shqiptarëve të Luginës së Preshevës).
Území Preševské doliny bylo až do první balkánské války součástí Osmanské říše. Poté bylo připojeno k Srbsku a později Jugoslávii. V jugoslávském království to byl pozapomenutý zaostalý region, osídlený nepřátelsky naladěným (albánským) obyvatelstvem. Po skončení druhé světové války byla celá oblast administrativně přičleněna k autonomní oblasti SAP Kosovo. Administrativními změnami z roku 1956 však bylo Preševo, Bujanovac a Medveđa převedeny pod centrální Srbsko výměnou za Leposavić, Zubin Potok a Titovu Mitrovici, které byly naopak připojeny ke Kosovu.
Bezpečnostní situace v oblasti se zhoršila v průběhu roku 2001, kdy někteří členové Kosovské osvobozenecké armády zamýšleli rozšířit vliv hnutí i mimo území Kosova. Zorganizovali paravojenskou organizaci po vzoru UČK a pokusili se získat nad těmito třemi srbskými oblastmi kontrolu. Došlo k ozbrojeným střetům mezi jugoslávskými jednotkami policie a ozbrojenci z UČPMB. Lokální konflikt nicméně zastavilo vyjednávání tehdejší jugoslávské vlády.[zdroj?] Kromě odzbrojení ozbrojenců totiž Srbové přislíbili integraci většinového albánského obyvatelstva do místních struktur, jakými je např. policie. Mediálně konflikt nezískal příliš velkou pozornost, neboť byl ve stínu podobného střetu mezi albánskými vzbouřenci a makedonskou vládou v západní části Makedonie.
V souvislosti s jednostranným vyhlášením nezávislosti Kosova se objevily teze, že by se Preševská dolina mohla ke Kosovu připojit, případně by mohla být vyměněna za severní část Kosova, kterou obývají převážně Srbové. Takovéto plány však byly většinou politické reprezentace jak Srbska, tak i Kosova odmítnuty.[zdroj?] Albánci z Preševské doliny požadují alespoň vytvoření jednotného regionu v rámci Srbska, tuto myšlenku však srbští představitelé odmítají.
Na přelomu let 2012 a 2013 vzbudil kontroverze památník padlým bojovníkům UČPMB, který byl odhalen na konci listopadu 2012 v Preševu. Srbská vláda několikrát vyjádřila úmysl jej odstranit, avšak k tomu ani na začátku roku 2013 nedošlo. Ohledně záležitosti se vyjádřila celá řada regionálních politiků, včetně zástupců Kosova, či Albánie. Starosta nedalekého města Vranje ho označil např. za památník teroristů.